# Lolette Payot
Pour les articles homonymes, voir Payot.
Lolette Payot, née le 17 avril 1910 à Lausanne et morte en février 1988, est une joueuse de tennis suisse de l'entre-deux-guerres.
Ses parents, Elise et Gustave Payot, furent les gérants, puis les propriétaires des tennis de Montchoisi à Lausanne, faisant de Lolette, fille unique, une habituée des courts.
Ainsi elle commence à jouer dès l'âge de 6 ans, tel qu'elle devient championne suisse à 13 ans à Territet.
Elle suit l'école à côté, avec organisation et motivation. Puis elle commence une école de commerce, dont elle obtiendra le diplôme à 18 ans.
Une fois sa scolarité terminée, elle se lance entièrement dans le tennis. Lolette Payot domine aux Championnats d'Allemagne internationaux et double mixte et simple. Puis elle gagne les Championnats internationaux d'Italie ainsi que d'autres tournois internationaux. Elle a notamment gagné les Internationaux de France de tennis en 1935 en double mixte aux côtés de Marcel Bernard.
Payot gagne les championnats nationaux suisses sept fois de suite, de 1929 à 1935. Pendant ceux de 1935, elle tombe malade et prendra une année à s'en remettre. À la suite de cela, elle décide de quitter les circuits amateurs. Elle ouvre son club à Montchoisi et devient entraineuse dans plusieurs clubs de la région de Lausanne, ainsi qu'à Morges et Clarens.
Par son mariage à Robert Dodille en janvier 1937 à Lausanne, elle prend la nationalité française. En 1943, elle reprend les tournois et remporte les Championnats nationaux et internationaux de France.
Elle continuera son travail d'entraîneuse et deviendra secrétaire du Tennis Club Montchoisi jusqu'en 1982. Lolette Payot décède à 77 ans, en février 1988.

## Palmarès (partiel)

### Titre en double dames
| No | Date | Nom et lieu du tournoi       | Catégorie | Surface      | Partenaire        | Finalistes                   | Score    |  |
| -- | ---- | ---------------------------- | --------- | ------------ | ----------------- | ---------------------------- | -------- |  |
| 1  | 1932 | Internationaux d'Italie Rome |           | Terre (ext.) | Colette Rosambert | Dorothy Andrus Lucia Valerio | 7-5, 6-3 |  |

### Titres en double mixte
| No | Date       | Nom et lieu du tournoi         | Catégorie | Surface      | Partenaire     | Finalistes                      | Score         |          |
| -- | ---------- | ------------------------------ | --------- | ------------ | -------------- | ------------------------------- | ------------- | -------- |
| 1  | 1932       | Internationaux d'Italie Rome   |           | Terre (ext.) | J. Bonte       | Dorothy Andrus Alberto Del Bono | 6-1, 6-2      |          |
| 2  | 20/05/1935 | Internationaux de France Paris | G. Chelem | Terre (ext.) | Marcel Bernard | Sylvie Jung André Martin-Legeay | 4-6, 6-2, 6-4 | Parcours |

## Parcours en Grand Chelem (partiel)
Si l’expression « Grand Chelem » désigne classiquement les quatre tournois les plus importants de l’histoire du tennis, elle n'est utilisée pour la première fois qu'en 1933, et n'acquiert la plénitude de son sens que peu à peu à partir des années 1950.

### En simple dames
| Année | Championnat d'Australie | Championnat d'Australie | Internationaux de France | Internationaux de France | Wimbledon       | Wimbledon      | US National | US National |
| ----- | ----------------------- | ----------------------- | ------------------------ | ------------------------ | --------------- | -------------- | ----------- | ----------- |
| 1929  | -                       | -                       | 2e tour (1/16)           | Cilly Aussem             | 1er tour (1/64) | Dorothy Shaw   | -           | -           |
| 1930  | -                       | -                       | 3e tour (1/8)            | Helen Jacobs             | 4e tour (1/8)   | Elizabeth Ryan | -           | -           |
| 1931  | -                       | -                       | 3e tour (1/8)            | Simonne Mathieu          | 1/4 de finale   | Cilly Aussem   | -           | -           |
| 1932  | -                       | -                       | 1/4 de finale            | Helen Wills              | 3e tour (1/16)  | Kay Stammers   | -           | -           |
| 1933  | -                       | -                       | 3e tour (1/8)            | Betty Nuthall            | 1/4 de finale   | Helen Wills    | -           | -           |
| 1934  | -                       | -                       | 1/4 de finale            | Helen Jacobs             | 1/4 de finale   | Dorothy Round  | -           | -           |
| 1935  | -                       | -                       | 1/4 de finale            | Simonne Mathieu          | 2e tour (1/32)  | Mary Burgess   | -           | -           |

À droite du résultat, l’ultime adversaire.

### En double dames
| Année | Championnat d'Australie | Championnat d'Australie | Internationaux de France     | Internationaux de France | Wimbledon                     | Wimbledon                  | US National | US National |
| ----- | ----------------------- | ----------------------- | ---------------------------- | ------------------------ | ----------------------------- | -------------------------- | ----------- | ----------- |
| 1929  | -                       | -                       | 1er tour (1/16) M. Schaublin | Sylvie Jung S. Mathieu   | -                             | -                          | -           | -           |
| 1930  | -                       | -                       | 1er tour (1/16)              | S. Barbier S. Mathieu    | 1er tour (1/32) Muriel Thomas | Sybil Johnson Eleanor Rose | -           | -           |
| 1931  | -                       | -                       | 2e tour (1/8) Lucia Valerio  | Elsa Haylock Joan Ridley | 3e tour (1/8) Contostavlos    | E. Dearman Olga Webb       | -           | -           |
| 1932  | -                       | -                       | 1/4 de finale S. Barbier     | E. Ryan Helen Wills      | 1/2 finale Muriel Thomas      | E. Ryan Helen Jacobs       | -           | -           |
| 1933  | -                       | -                       | 1/2 finale S. Barbier        | Sylvie Jung C. Rosambert | -                             | -                          | -           | -           |
| 1934  | -                       | -                       | 1/4 de finale S. Barbier     | Jędrzejowska Susan Noel  | 1/2 finale Muriel Thomas      | S. Mathieu E. Ryan         | -           | -           |
| 1935  | -                       | -                       | 2e tour (1/8) Muriel Thomas  | Madzy Rollin Marie Luise | -                             | -                          | -           | -           |

Sous le résultat, la partenaire ; à droite, l’ultime équipe adverse.

### En double mixte
| Année | Championnat d'Australie | Championnat d'Australie | Internationaux de France    | Internationaux de France | Wimbledon | Wimbledon | US National | US National |
| ----- | ----------------------- | ----------------------- | --------------------------- | ------------------------ | --------- | --------- | ----------- | ----------- |
| 1929  | -                       | -                       | 3e tour (1/8) C. Aeschliman | S. Barbier Grandguillot  | -         | -         | -           | -           |
| 1930  | -                       | -                       | 2e tour (1/16) Jim Willard  | S. Barbier Grandguillot  | -         | -         | -           | -           |
| 1935  | -                       | -                       | Victoire M. Bernard         | Sylvie Jung André Martin | -         | -         | -           | -           |

Sous le résultat, le partenaire ; à droite, l’ultime équipe adverse.